# لويز غوتس
لويز غوتس (بالسويدية: Louise Götz)‏ هي ممثلة سويدية، (و. 1772  م).